# انگوین های لونگ
انگوین‌های لونگ (انگلیسی: Nguyễn Hai Long؛ زادهٔ ۲۷ اوت ۲۰۰۰) بازیکن فوتبال اهل ویتنام است.
وی همچنین در تیم‌های ملی فوتبال زیر ۲۳ سال ویتنام و ویتنام بازی کرده‌است.